# 軍用機の命名規則 (イギリス)
イギリス軍の軍用機の命名規則は、主にイギリス空軍が保有した軍用機と保有している軍用機の命名法。
第一次世界大戦以降、イギリスの軍用機は、メーカーによって（いくつかの輸入機種については最初に採用した国の軍によって）付けられた「型名 (type name)」で知られている。これは、軍用機の機種を基本的には英数字の型番によって識別するアメリカ合衆国などの他国とは対照的な命名法である。
これ以前には、1910年ごろから、イギリス陸軍向けの航空機は全てファーンボロー（ファーンバラ）のロイヤル・エアクラフト・ファクトリー (ロイヤル・エアクラフト・エスタブリッシュメント) で設計することとなっていた（生産は別の場所で行なわれることもあった）。ロイヤル・エアクラフト・ファクトリーは型式をいくつかに分類し、それぞれに以下のような接頭語を付与した:
- B.E.: Blériot Experimental（ブレリオ式。プロペラ配置が牽引式; トラクタ） - 例: B.E.2
- F.E.: Farman Experimental（ファルマン式。プロペラ配置が推進式; プッシャ） - 例: F.E.2
- R.E.: Reconnaissance Experimental（偵察機） - 例: R.E.8
- S.E.: Scouting Experimental（軽偵察機 (Scout)） - 例: S.E.5

一方、海軍は私企業による設計と製造の道を選んだ。陸軍も後には海軍にならい、メーカー製の航空機を購入するようになった。
1920年代には、F が戦闘機 (fighter)、N が海上用 (naval)、B が爆撃機 (bomber) といったように、用途にちなんだ機種名が使用された時期もあった。
1920年から1949年にかけて、ほとんどの航空機には、F.4/27 といったような航空省仕様（Air Ministry Specifications) 記号が割り当てられた。この場合、プロトタイプ（原型試作機）は、契約の下で生産されて（メーカー名 +）F.4/27 と呼ばれ、承認されると運用名が付与される。これ以外の場合、企業による私的な計画 (PV: private venture) を元にプロトタイプが製作され、それから後の公式契約で使用される仕様が発される。あるいは、外国から輸入することもあった。

## 命名
実際の名称は航空省か海軍省によって、発注時に決定される。名称は、ある一定のパターンに基づいていたり、頭韻を踏んでいることが多かった。
- 4発の重爆撃機は主要な都市や町の名前： ショート スターリング、ハンドレページ ハリファックス、アブロ ランカスター
- 同じ傾向の名称を単一メーカーが続けることもある： ホーカー ハリケーン、ホーカー タイフーン、ホーカー テンペスト（全て風関係）
- 飛行艇は沿岸に位置する町の名前が与えられた： サンダース・ロー ラーウィック、ストランラー、ショート サンダーランド
- （地上基地から飛び立つ）海上哨戒機は海洋探検家にちなんだ名称： アブロ アンソン、ハドソン、アブロ シャクルトン
- 既存航空機の海軍向け派生型は海（シー; Sea）を前に付ける： シーハリケーン、シーファイア、シーベノム
  - まれにデ・ハビランド シービクセン、ホーカー シーフューリーのように空軍が発注をキャンセルして海軍向けの名称しかない機種も存在する
- それ以外の海軍機は海と何らかの関係がある： スーパーマリン ウォーラス、ブラックバーン スクア、フェアリー ガネット
  - 雷撃機は魚の名前が与えられる： シャーク、フェアリー ソードフィッシュ、フェアリー バラクーダ
- 訓練機は教育、大学、その他に関連した名前が与えられる： オックスフォード、ハーバード、バリオール

時には、VC-10 や HS.125 のように、メーカーが付与した記号がそのまま型名として採用されることもあった。
ジェット推進・後退角翼・核兵器などの急速な導入に伴って、新型の4発ジェット爆撃機のヴァリアント、バルカン、ヴィクターは頭文字に"V"が付けられた（3Vボマー）。

## マーク・ナンバー
大戦間期から、運用中の機体の派生型は「マーク・ナンバー」で表されることが一般的となった。これは型名の後に付けられるローマ数字で、ふつうは Mark あるは Mk. の後に付けられた（例: Fury Mk. I 「フューリー・マークワン」）。マーク・ナンバーは、エンジン型式の変更などの大規模な改変が施されると順番に増やされた。武装の変更などの小規模な改変を示すために、マーク・ナンバーの後にさらに大文字のアルファベットが付けられる事もあった（例: Bulldog Mk. IIA 「ブルドッグ・マークツー・エー」）。
第二次世界大戦時には、マーク・ナンバーの前にはその派生型の用途を示す接頭語（夜間戦闘機の NF, 爆撃機の B など）が付与された。1943年から1948年にかけてはローマ数字とアラビア数字が混在していた（en:Supermarine Spitfire variants参照）が、1948年には、アラビア数字へと統一された。この命名法は基本的に今日まで大きくは変わっていない。ただし新たな用途ができるたびに接頭語の種類は増えている。
典型的な例としては、ロッキード ハーキュリーズ（Hercules. アメリカ空軍などでは C-130 として知られるターボプロップ4発輸送機）が挙げられる。RAF（イギリス空軍）での最初の派生型はハーキュリーズ C1（Cargo, Mark 1. Cargo は輸送機の意）であったが、胴体を延長された次の輸送機型には C3 が付与された。3となったのは、天候調査用に作られたたった1機の派生型が既に W2 という名称を占めていたからである。
マーク・ナンバーは異なる三種類のスタイルで書かれる事がある。たとえば、
- Hercules C Mark 3 - めったに使用されない
- Hercules C Mk 3 - 公式のスタイル
- Hercules C3 - よく見かける省略したスタイル

さらに、フルストップ（ピリオド）が数字の前に置かれることが頻繁にある（例: C. Mk. 3 だとか C.3 など）。ただしこのフルストップ方式は現在運用中の機体については公式には使用しないことが近年決まった。
ローマ数字の時代と同様に、大幅な改変があると数字が変更される。たとえば、ハリアー GR7 がより強力なエンジンと電子装備によって改良された際には、ハリアー GR9 への改称がなされた。小規模な改修についてもやはり同様で、たとえば、VC-10 C1（輸送機）が空中給油機へ改修されると VC-10 C1K の名称となった。
用途を表す接頭語は以下のようである（過去のものも含む）:
| 接頭語 | 説明                                                             | 例                             |
| ------ | ---------------------------------------------------------------- | ------------------------------ |
| A      | Airborne エアボーン。空挺部隊輸送                                | ハリファックス A7              |
| AOP    | Airborne observation post 空中観測ポスト                         | Auster AOP9                    |
| AEW    | Airborne early warning 空中早期警戒                              | セントリー AEW1                |
| AH     | Army helicopter 陸軍ヘリコプター                                 | アパッチ AH1                   |
| AL     | Army liaison 陸軍連絡                                            | アイランダー AL1               |
| AS     | Anti-submarine 対潜水艦                                          | ガネット AS1                   |
| ASR    | Air-sea rescue 航空海上救難                                      | シーオッター ASR.II            |
| ASaC   | Airborne Surveillance and Control 空中監視統制                   | シーキング ASaC7               |
| B      | Bomber 爆撃                                                      | バルカン B2                    |
| B(I)   | Bomber/interdictor 爆撃ないし阻止攻撃                            | キャンベラ B(I)8               |
| B(K)   | Bomber/tanker 爆撃ないし空中給油                                 | ヴァリアント B(K)1             |
| B(PR)  | Bomber/photo reconnaissance 爆撃ないし写真偵察                   | ヴァリアント B(PR)1            |
| C      | Transport 輸送                                                   | ハーキュリーズ C4              |
| CC     | Transport and communications 輸送と通信                          | BAe 125 CC3                    |
| COD    | Courier - later Carrier - onboard delivery                       | ガネット COD4                  |
| D      | Drone or pilotless aircraft ドローン（無人機）                   | Shelduck D1                    |
| E      | Electronic warfare 電子戦                                        | キャンベラ E15                 |
| ECM    | Electronic counter-measures 電子妨害                             | アヴェンジャー ECM6            |
| F      | Fighter 戦闘                                                     | ユーロファイター タイフーン F2 |
| FA     | Fighter/attack 戦闘ないし攻撃                                    | シーハリアー FA2               |
| FAW    | Fighter, all-weather 全天候戦闘                                  | ジャベリン FAW9                |
| FB     | Fighter-bomber 戦闘爆撃                                          | シーフューリー FB11            |
| FG     | Fighter/ground attack 戦闘ないし対地攻撃                         | ファントム FG1                 |
| FGA    | Fighter/ground attack 戦闘ないし対地攻撃（後にFGへ）             | ハンター FGA9                  |
| FGR    | Fighter/ground attack/reconnaissance 戦闘、対地攻撃、ないし偵察  | ファントム FGR2                |
| FR     | Fighter/reconnaissance 戦闘ないし偵察                            | ハンター FR10                  |
| FRS    | Fighter/reconnaissance/strike 戦闘、偵察ないし(核使用を含む)攻撃 | シーハリアー FRS1              |
| GA     | Ground attack 対地攻撃                                           | ハンター GA11                  |
| GR     | General reconnaissance 全般偵察（後にMRへ）                      | ランカスター GR3               |
| GR     | Ground attack/reconnaissance 対地攻撃ないし偵察                  | ハリアー GR9                   |
| HAR    | Helicopter, air rescue 空中救難ヘリコプター                      | シーキング HAR3                |
| HAS    | Helicopter, anti-submarine 対潜ヘリコプター                      | シーキング HAS2                |
| HC     | Helicopter, cargo 輸送ヘリコプター                               | チヌーク HC2                   |
| HCC    | Helicopter, transport and communications 輸送・通信ヘリコプター  | スクワロー HCC1                |
| HF     | High-altitude fighter 高高度戦闘機（スピットファイア専用）       | スピットファイア HF.VII        |
| HM     | Helicopter, maritime 海上ヘリコプター                            | マーリン HM1                   |
| HMA    | Helicopter, maritime attack 海上攻撃ヘリコプター                 | リンクス HMA8                  |
| HR     | Helicopter, rescue 救難ヘリコプター                              | ドラゴンフライ HR5             |
| HT     | Helicopter, training 練習ヘリコプター                            | グリフィン HT1                 |
| HU     | Helicopter, utility 汎用ヘリコプター                             | シーキング HU4                 |
| K      | Tanker 空中給油                                                  | VC-10 K4                       |
| KC     | Tanker/transport 空中給油ないし輸送                              | トライスター KC1               |
| L      | Low-altitude fighter 低高度戦闘機（シーファイア専用）            | シーファイア L.III             |
| LF     | Low-altitude fighter 低高度戦闘機（スピットファイア専用）        | スピットファイア LF16          |
| Met    | Meteorological reconnaissance 気象偵察（後にWへ）                | ヘイスティングス Met.1         |
| MR     | Maritime reconnaissance 海上偵察                                 | ニムロッド MR2                 |
| MRA    | Maritime reconnaissance and attack 海上偵察ないし攻撃            | ニムロッド MRA4                |
| NF     | Night fighter 夜間戦闘                                           | ベノム NF2                     |
| PR     | Photographic reconnaissance 写真偵察                             | キャンベラ PR9                 |
| R      | Reconnaissance 偵察                                              | センチネル R1                  |
| S      | Strike (核使用を含む)攻撃（主に海軍航空隊の保有機）              | バッカニア S2                  |
| SR     | Strategic reconnaissance 戦略偵察                                | ヴィクター SR2                 |
| T      | Training 練習                                                    | ホーク T1                      |
| TF     | Torpedo fighter 雷撃戦闘                                         | ボーファイター TF10            |
| TR     | Torpedo/reconnaissance 雷撃ないし偵察                            | シーモスキート TR33            |
| TT     | Target tug 標的曳航                                              | キャンベラ TT18                |
| TX     | Training glider 練習グライダー                                   | カデット TX3                   |
| U      | Drone or pilotless aircraft ドローンまたは無人機（後にDへ）      | ミーティア U3                  |
| W      | Weather research 天候調査                                        | ハーキュリーズ W2              |